# فرودگاه کنتن آیلند
فرودگاه کنتن آیلند (به انگلیسی: Canton Island Airport) یک فرودگاه با کد یاتا CIS است که یک باند فرود آسفالت دارد و طول باند آن ۱۸۹۹ متر است. این فرودگاه در کشور کیریباتی قرار دارد و در ارتفاع ۳ متری از سطح دریا واقع شده‌است.